# Cox (Francja)
Cox – miejscowość i gmina we Francji, w regionie Oksytania, w departamencie Górna Garonna.
Według danych na rok 1990 gminę zamieszkiwało 237 osób, a gęstość zaludnienia wynosiła 58 osób/km² (wśród 3020 gmin regionu Midi-Pireneje Cox plasuje się na 826. miejscu pod względem liczby ludności, natomiast pod względem powierzchni na miejscu 1565).